# Креси всходње
Креси всходње (пољ. Kresy Wschodnie — источна граница), или само Креси (пољ. Kresy — граница), термин је који се односи на источне територије Друге пољске републике током периода између два свјетска рата. Данас су ове територије подијељене између западне Украјине, западне Бјелорусије и југоисточне Литваније, са већим градовима као што су Лавов, Вилњус и Гродно. Ове територије су чиниле источну половину Пољске све до почетка Другог свјетског рата. У Другој пољској републици термин Креси је приближно изједначен са територијама које су се налазиле иза Керзонове линије, коју је предложио британски министар спољних послова након Првог свјетског рата у децембру 1919. као источну границу поново успостављене пољске државе. У септембру 1939. године, након напада Нацистичке Њемачке и Совјетског Савеза на Пољску у складу са споразумом Рибентроп—Молотов, територије су ушле у састав Украјинске, Бјелоруске и Литванске Совјетске Социјалистичке Републике.